# Joseph Glover Baldwin
Joseph Glover Baldwin (* 21. Februar 1815 bei Winchester, Virginia; † 30. September 1864 in San Francisco, Kalifornien) war ein US-amerikanischer Schriftsteller, Politiker und Jurist. Bekannt wurde er vor allem wegen seiner humorvollen Bücher über den Old Southwest in der Zeit vor dem Amerikanischen Bürgerkrieg. Sein Werk The Flush Times of Alabama and Mississippi, eine Reihe lustiger Sketche, die das Leben an der Südwestgrenze karikieren, etablierten Baldwin als bedeutenden Autor und scharfsinnigen Beobachter des Antebellum South.

## Leben
Baldwin wurde in Friendly Grove Factory, etwa eine Meile südlich von Winchester, als eines von sieben Kindern von Joseph Clarke und Eliza Cooke Baldwin geboren. Baldwin lebte mit seiner Familie in verschiedenen Teilen Virginias, unter anderem auch in Winchester und Staunton, wo er Schulunterricht erhielt und Jura bei seinem Onkel studierte. Im Alter von 20 zog Baldwin als Jurist nach Lexington und später nach Buchanan, wo er als Zeitungsredakteur arbeitete. 1836 beabsichtigte er nach Mississippi zu gehen, eröffnete aber dann eine Anwaltskanzlei in Gainesville in Alabama. 1840 heiratete er Sidney White, die Tochter eines Richters aus Talladega, mit der er sieben Kinder hatte.
Seine politische Karriere begann 1843 mit dem Einzug ins Repräsentantenhaus von Alabama für die Whigs. Nach einer Amtszeit kehrte er in seine Kanzlei zurück, unterstützte aber weiterhin die Whig-Partei. Nach dem erfolglosen Versuch, in den US-Kongress einzuziehen, ging er 1849 nach Livingston und eröffnete dort eine weitere rechtliche Partnerschaft. Hier begann er auch als Schriftsteller tätig zu werden und veröffentlichte 1853 die Humorschrift The Flush Times of Alabama and Mississippi sowie 1854 mit Party Leaders eine politische Geschichte über die Vereinigten Staaten. Im Sommer 1854 zog Baldwin nach Kalifornien, wo er als Jurist eine Anstellung in San Francisco erhielt. Nach dem Niedergang der Whig-Partei wurde Baldwin Demokrat und ließ sich 1858 als Richter in den Supreme Court of California wählen, wo er bis 1862 amtierte. Danach versuchte er wieder zu schreiben, aufgrund seines frühen Todes durch Tetanus konnte sein neu begonnenes Werk Flush Times of California jedoch nicht beendet werden.